# Veera Kauppi
Veera Kauppi, född 19 juli 1997 i Tammerfors i Birkaland, är en finländsk innebandyspelare. Veera Kauppi har spelat fotboll i Ilves Tammerfors i damligan  sedan 2015 och spelat innebandy i Koovee sedan 2011. Veera Kauppi är tvillingsyster med Oona Kauppi, och de har alltid spelat i samma klubbar i både fotboll och innebandy. Veera Kauppi utsågs till årets rookie och årets forward i SSL säsongen 2018/2019 och röstades också fram till världens bästa innebandyspelare åren 2017 och 2018.